# Barbus deserti
Barbus deserti is een  straalvinnige vissensoort uit de familie van eigenlijke karpers (Cyprinidae). De wetenschappelijke naam van de soort is voor het eerst geldig gepubliceerd in 1909 door Pellegrin.
De soort staat op de Rode Lijst van de IUCN als Gevoelig, beoordelingsjaar 2007.